# Christoph Friedrich von Ammon
Christoph Friedrich von Ammon, né le 16 janvier 1766 à Bayreuth en principauté de Bayreuth et mort le 21 mai 1850 à Dresde, est un écrivain, pasteur, prédicateur et théologien saxon.

## Biographie

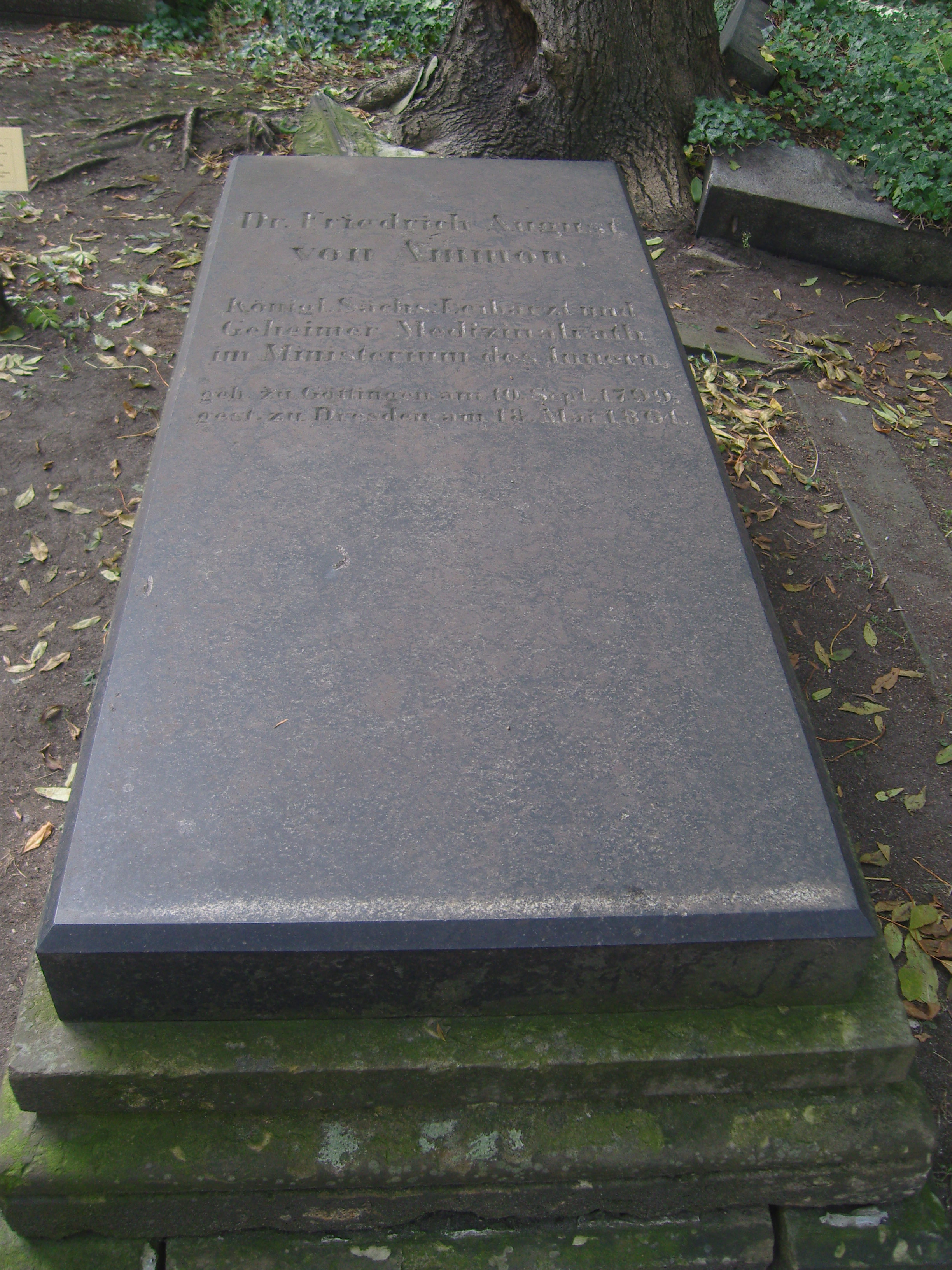
Tombe de Christoph Friedrich von Ammon à Dresde

Il étudie à Erlangen, occupe divers postes de professeur dans les facultés de philosophie et de théologie d'Erlangen et de Göttingen, succède à Franz Volkmar Reinhard (1753-1812) en tant que prédicateur de cour et membre haut Consistoire de l'Église de Saxe à Dresde, il quitte ces fonctions en 1849
Cherchant à établir pour lui-même une position intermédiaire entre le rationalisme et le surnaturel, il professe un "surnaturel rationnel", et soutient qu'il doit y avoir un développement progressif de la doctrine chrétienne correspondant au progrès de la connaissance et de la science. Mais en même temps, comme d'autres représentants de cette école de pensée, comme KG Bretschneider et Julius Wegscheider, il cherche à rester en contact étroit avec la théologie historique des églises protestantes. Le terme Offenbarungsrationalismus ("rationalisme épiphanique") est utilisé pour exprimer les vues intermédiaires d'Ammon
Homme d'une grande polyvalence et d'un grand savoir, philologue, philosophe aussi bien que théologien, il est un auteur très prolifique. Son œuvre théologique principale "Fortbildung des Christenthums zur Weltreligion", en 4 volumes (Leipzig, 1833-1840); " Entwurf einer reinen biblischen Theologie " sorti en 1792 (2e édition, 1801), " Summa Theologiae Christianas " en 1803 (autres éditions, 1808, 1816, 1830); " Das Geschichte des Lebens Jesu " en 1842 et " Die wahre und falsche Orthodoxie " en 1849.
Le style de prédication de Von Ammon est concis et animé, et certains de ses discours sont considérés comme des modèles de traitement des questions politiques en chaire.